# 粉末冶金国家重点实验室
粉末冶金国家重点实验室于1989年经国家计委批准依托于中南大学（原中南工业大学）进行建设，1995年通过国家验收并正式对外开放运行。现任实验室主任为黄伯云院士，实验室学术委员会主任为左铁镛院士。

## 研究方向
- 粉末冶金基础理论
- 材料相图计算与材料成分设计和组织预测
- 粉末冶金材料组织结构预测与控制
- 粉末冶金过程理论与过程模拟
- 粉末冶金材料性能设计
- 粉末冶金新技术的应用基础研究
- 微细、纳米和复合粉末的制备原理
- 粉末成形、烧结与全致密化技术原理
- 粉末冶金新材料的制备原理与性能研究
- 粉末冶金结构材料
- 粉末冶金摩擦与减摩材料
- 粉末冶金硬质与超硬材料
- 特种陶瓷
- 复合材料
- 金属基复合材料
- 陶瓷基复合材料
- C/C复合材料[1]